# Syndrome de la personne raide
 Mise en garde médicale
Le syndrome de la personne raide (SPR) ou syndrome de l'homme raide (SHR), en anglais stiff-person syndrome (SPS), également connu sous le nom de syndrome de Moersch et Woltman est un trouble neurologique rare de cause peu claire caractérisé par une raideur progressive. La raideur affecte principalement les muscles du tronc, elle est superposée à des spasmes, entraînant des déformations posturales. La douleur chronique, la mobilité réduite et l'hyperlordose lombaire sont des symptômes courants.
Ce syndrome survient chez environ une personne sur un million et se rencontre le plus souvent chez les personnes d'âge moyen. Une petite minorité de patients ont la variété paranéoplasique de la maladie. Des variantes de ce syndrome, comme le syndrome des membres rigides, qui affectent principalement un membre spécifique, sont souvent observées.
Il a été décrit pour la première fois en 1956. Des critères diagnostiques ont été proposés dans les années 1960 et affinés deux décennies plus tard. Les patients ont généralement des anticorps anti-GAD. Des tests d'électromyographie peuvent aider à confirmer le diagnostic.
Les benzodiazépines sont le traitement symptomatique le plus courant. D'autres traitements courants comprennent le baclofène, l'immunoglobine intraveineuse et le rituximab. Il existe une expérience thérapeutique limitée mais encourageante de la transplantation de cellules souches hématopoïétiques.

## Symptômes
Les patients atteints souffrent d'une raideur progressive de leurs muscles du tronc, qui deviennent raides parce que les muscles lombaires et abdominaux sont constamment contractés,. Initialement, la raideur se produit dans les muscles thoracolombaires paraspinaux et abdominaux. La jambe proximale et les muscles de la paroi abdominale sont ensuite affectés. La raideur entraîne un changement de posture, et les patients développent une démarche rigide. Une hyperlordose lombaire persistante survient souvent. La raideur musculaire fluctue initialement, parfois pendant des jours ou des semaines, puis altére constamment la mobilité. À mesure que la maladie progresse, les patients deviennent parfois incapables de marcher ou de se pencher. La douleur chronique est courante et s'aggrave avec le temps, mais parfois une douleur aiguë se produit également. Le stress, le froid et les infections entraînent une augmentation des symptômes et le sommeil les diminue.
Les patients souffrent de spasmes et d'une sensibilité extrême au toucher et au son. Ces spasmes se produisent principalement dans le membre proximal et les muscles axiaux. Les muscles agonistes et antagonistes se co-contractent. Les spasmes durent généralement quelques minutes et peuvent se reproduire au fil des heures. Les attaques de spasmes sont imprévisibles et sont souvent causées par des mouvements rapides, une détresse émotionnelle ou des bruits ou des touchers soudains. Dans de rares cas, les muscles faciaux, les mains, les pieds et la poitrine peuvent être affectés et des mouvements oculaires inhabituels et des vertiges peuvent survenir,. Il y a des réflexes d'étirement rapides et du clonus. À la fin de la progression de la maladie, une myoclonie hypnagogique peut survenir. Une tachycardie et de l'hypertension sont parfois également présentes.
En raison des spasmes, les patients peuvent devenir de plus en plus effrayés, avoir besoin d'aide et perdre leur capacité à travailler, ce qui peut entraîner une dépression, de l'anxiété et des phobies y compris l'agoraphobie et la dromophobie.
Environ la moitié des patients (45 %) atteints du syndrome de la personne raide ont un diabète de type 1. L’association à une thyroïdite d’Hashimoto (avec auto-anticorps dirigés contre la thyroïde) est fréquente. D’autres affections auto-immunes (vitiligo, anémie pernicieuse, maladie cœliaque), peuvent également être associées au syndrome de la personne raide.
Le syndrome de la personne raide peut parfois se présenter comme une forme asymétrique ou localisée. Il n’affecte alors qu’un côté du corps, ou seulement les membres supérieurs ou inférieurs, ou encore uniquement la musculature axiale.
La variante paranéoplasique a tendance à affecter le cou et les bras plus que d'autres variations. Elle progresse très rapidement, est plus douloureuse et est plus susceptible d'inclure une douleur distale.
Le syndrome des membres rigides est une variante. Ce syndrome évolue en syndrome complet dans environ 25 % des cas. La raideur et les spasmes sont généralement limités aux jambes et sans hyperlordose.

## Causes
Les patients ont généralement des quantités élevées d'anticorps anti-GAD. Environ 80 % des patients ont des anticorps anti-GAD, contre environ 1 % de la population générale. La majorité des personnes qui ont des anticorps anti-GAD ne contractent pas le syndrome, ce qui indique que l'anticorps n'est pas la seule cause. On pense généralement que le GAD, un auto-antigène présynaptique, joue un rôle clé dans cette pathologie, mais les détails exacts ne sont pas connus. La plupart des patients avec des anticorps GAD ont également des anticorps qui inhibent la protéine associée aux récepteurs GABA (GABARAP). On trouve parfois des auto-anticorps contre l'amphiphysine et la géphyrine. Les anticorps semblent interagir avec les antigènes dans les neurones cérébraux et les synapses de la moelle épinière, provoquant un blocage fonctionnel avec l'acide gamma-aminobutyrique. Cela conduit à une altération du GABA, qui provoque probablement la raideur et les spasmes. Il y a de faibles niveaux de GABA dans le cortex moteur.
Les neurones moteurs se déclenchent involontairement d'une manière qui ressemble à une contraction normale. Les actions involontaires apparaissent comme volontaires sur les analyses EMG.
Il existe des preuves d'un risque génétique. Le locus HLA classe II rend les patients sensibles à ce syndrome. La plupart des patients ont l'allèle DQB1 * 0201. Cet allèle est également associé au diabète de type 1,.

## Diagnostic
Le diagnostic évalue les résultats cliniques en excluant d'autres maladies. Aucun test de laboratoire spécifique ne confirme sa présence. Le sous-diagnostic et le diagnostic erroné sont courants.
Le syndrome de la personne raide est une maladie dont le diagnostic peut être difficile et souvent tardif, ce qui peut entraîner de graves conséquences pour les patients. Il importe donc d'évoquer ce diagnostic devant un tableau de raideur et de rigidité musculaire, non expliquées par d’autres affections.
La présence d'anticorps contre la GAD est la meilleure indication de l'état qui peut être détecté par des tests sanguins et du liquide céphalorachidien (LCR). L'anti-thyroïde, le facteur anti-intrinsèque, l'antinucléaire, l'anti-RNP et l'anti-gliadine sont également souvent présents dans les analyses de sang. L'électromyographie (EMG) montre la mise à feu involontaire de l'unité motrice,. La réactivité au diazépam permet de confirmer le diagnostic.
Les peurs et les phobies des patients amènent souvent les médecins à penser, à tort, que leurs symptômes sont psychogènes,. La maladie est diagnostiquée en moyenne six ans après le début des symptômes.

### Diagnostic différentiel
Plusieurs maladies peuvent présenter des symptômes similaires :
- les myélopathies ;
- les dystonies ;
- les dégénérescences spinocérébelleuses ;
- la sclérose latérale primaire ;
- la neuromyotonie ;
- certains troubles psychogènes[3].

Le tétanos, le syndrome malin des neuroleptiques, l'hyperpyrexie maligne, l'interneuronite spinale chronique, le syndrome sérotoninergique, la sclérose en plaques, la maladie de Parkinson et le syndrome d'Isaacs devraient également être exclus.

## Traitement
Il n'y a pas de directives de traitement.
Les agonistes du GABA-A, généralement le diazépam mais parfois d'autres benzodiazépines, sont le principal traitement. Les médicaments qui augmentent l'activité du GABA atténuent la raideur musculaire causée par un manque de tonus GABAergique. Ils augmentent les voies qui dépendent du GABA et ont des effets relaxants et anticonvulsivants musculaires, procurant souvent un soulagement des symptômes. Parce que la maladie s'aggrave au fil du temps, les patients nécessitent généralement une augmentation des doses, ce qui entraîne plus d'effets secondaires. Pour cette raison, une augmentation progressive de la posologie des benzodiazépines est indiquée. Le baclofène, un agoniste du GABAB, est généralement utilisé lorsque les personnes qui prennent de fortes doses de benzodiazépines ont des effets secondaires importants. Dans certains cas, il a montré des améliorations de la rigidité électrophysiologique et musculaire lorsqu'il est administré par voie intraveineuse,.
Des traitements ciblant la réponse auto-immune sont également utilisés. L'immunoglobine intraveineuse est le meilleur traitement de deuxième intention. La Fédération européenne des sociétés neurologiques suggère de l'utiliser lorsque les patients ne répondent pas bien au diazépam et au baclofène. Les stéroïdes, le rituximab et l'échange de plasma ont été utilisés pour supprimer la réponse immunitaire, mais l'efficacité de ces traitements n'est pas claire. La toxine botulique a été utilisée, mais elle ne semble pas avoir d'avantages à long terme et peut avoir de graves effets secondaires.
La transplantation de cellules souches hématopoïétiques (HSCT) avec protocole de conditionnement à haute intensité a entraîné une rémission clinique,.

## Épidémiologie
On estime une prévalence d'environ un par million. Environ les deux tiers des personnes atteintes du syndrome de la personne raide sont des femmes. Un sous-diagnostic et un diagnostic erroné pourraient conduire à une sous-estimation de sa prévalence. Au Royaume-Uni, 119 cas ont été identifiés entre 2000 et 2005. L'âge de début varie d'environ trente à soixante ans, et il survient le plus souvent chez les personnes dans la quarantaine. Cinq à dix pour cent des patients ont la variante paranéoplasique., Environ 35 % des patients souffrent de diabète de type I.
La maladie est classée sous le code ORPHA:3198 dans la base Orphanet.
Elle est classée sous le code 8E4A.0 dans la classification CIM 11 de l'OMS pour les statistiques de mortalité et de morbidité.

## Histoire
Ce syndrome a été décrit pour la première fois par Moersch et Woltman en 1956. Leur description de la maladie était basée sur quatorze cas qu'ils avaient observés sur 32 ans. À l'aide de l'électromyographie, ils ont noté que le déclenchement de l'unité motrice suggérait des contractions musculaires volontaires. Auparavant, des cas avaient été rejetés en tant que problèmes psychologiques. Moersch et Woltman ont initialement appelé la maladie « syndrome de l'homme rigide », mais la première patiente a été confirmée en 1958 et un jeune garçon a été confirmé en 1960. Les critères diagnostiques cliniques ont été établis par Gordon et al. en 1967 : « une contraction tonique persistante même au repos » après avoir fourni aux patients des relaxants musculaires et les avoir examinés par électromyographie. En 1989, des critères diagnostiques ont été adoptés qui incluaient la raideur axiale épisodique, la progression de la raideur, la lordose et les spasmes déclenchés. Le nom de la maladie est passé du « syndrome de l'homme rigide » au « syndrome de la personne rigide » non sexiste en 1991 en anglais, mais l'ancien nom est conservé en français.
En 1988, Solimena et al. ont découvert que les auto-anticorps contre GAD jouaient un rôle clé. Deux ans plus tard, Solimena a trouvé les anticorps chez vingt des trente-trois patients examinés. Il a également été démontré que le sérum des patients se liait aux neurones GABAergiques. En 2006, le rôle de GABARAP a été découvert. Le premier cas paranéoplasique a été trouvé en 1975. En 1993, il a été démontré que l'anti-amphiphysine joue un rôle dans le syndrome paranéoplasique, et sept ans plus tard, l'anti-gephyrine a également été impliquée dans la maladie.
En 1963, il a été déterminé que le diazépam contribuait à atténuer les symptômes. Les corticostéroïdes ont été utilisés pour la première fois en 1988, et l'échange de plasma a été appliqué la première fois l'année suivante. La première utilisation d'immunoglobulines intraveineuses a lieu en 1994.
Dans les années 2020, cette affection a été rebaptisée — de façon non-genrée — « syndrome de la personne raide » car les femmes sont plus fréquemment touchées que les hommes (entre deux à trois fois plus souvent). En anglais, la dénomination stiff-man syndrome a ainsi été remplacée par stiff-person syndrome.

## Personnalités atteintes
- Céline Dion[41],[42]